# Jekaterina Vetkova
Jekaterina Vetkova (russisk: Екатерина Владимировна Веткова tr. Jekaterina Vladimirovna Vetkova ; født 1. August 1986 i Rusland) er en kvindelig tidligere russisk håndboldspiller, der spillede for Ruslands kvindehåndboldlandshold. Hun var med til at vinde guld for Rusland ved VM i håndbold 2009 i Kina.

## Meritter
- EHF Champions League:
  - Vinder: 2008, 2016
  - Semifinalist: 2012
- EHF Cup:
  - Semifinalist: 2014
- VM i håndbold:
  - Guld: 2009
- EM i håndbold:
  - Bronze: 2009